# Czech International 2006
Die 35. Yonex Czech International Championships 2006 im Badminton fanden vom 28. September bis zum 1. Oktober in Ostrava, Sportovní Hala VŠB-TU Ostrava, Tr. 17. Listopadu 15, statt. Der Referee war Ivan Škácha aus der Slowakei. Das Preisgeld betrug 2.500 US-Dollar.

## Sieger und Platzierte
| Disziplin    | Gold                                       | Silber                           | Bronze                                 |
| ------------ | ------------------------------------------ | -------------------------------- | -------------------------------------- |
| Herreneinzel | Jan Ø. Jørgensen                           | Peter Mikkelsen                  | Andrew Dabeka                          |
| Herreneinzel | Jan Ø. Jørgensen                           | Peter Mikkelsen                  | Stephan Wojcikiewicz                   |
| Dameneinzel  | Ragna Ingólfsdóttir                        | Camilla Sørensen                 | Elizabeth Cann                         |
| Dameneinzel  | Ragna Ingólfsdóttir                        | Camilla Sørensen                 | Jill Pittard                           |
| Herrendoppel | Robert Adcock Robin Middleton              | Dean George Chris Tonks          | Andrey Konakh Alexandr Russkikh        |
| Herrendoppel | Robert Adcock Robin Middleton              | Dean George Chris Tonks          | Andrew Ellis Richard Eidestedt         |
| Damendoppel  | Mie Schjøtt-Kristensen Christinna Pedersen | Sarah Bok Rachel Howard          | Liza Parker Michelle Cheung            |
| Damendoppel  | Mie Schjøtt-Kristensen Christinna Pedersen | Sarah Bok Rachel Howard          | Liz Brett Heather Olver                |
| Mixed        | Robin Middleton Liza Parker                | Rasmus Bonde Christinna Pedersen | Wouter Claes Nathalie Descamps         |
| Mixed        | Robin Middleton Liza Parker                | Rasmus Bonde Christinna Pedersen | Richard Eidestedt Mariana Agathangelou |

## Finalergebnisse
| Disziplin    | Sieger                                     | Finalist                         | Ergebnis          |
| ------------ | ------------------------------------------ | -------------------------------- | ----------------- |
| Herreneinzel | Jan Ø. Jørgensen                           | Peter Mikkelsen                  | 21:18 21:15       |
| Dameneinzel  | Ragna Ingólfsdóttir                        | Camilla Sørensen                 | kampflos          |
| Herrendoppel | Robert Adcock Robin Middleton              | Dean George Chris Tonks          | 18:21 21:11 21:19 |
| Damendoppel  | Mie Schjøtt-Kristensen Christinna Pedersen | Sarah Bok Rachel Howard          | 17:21 21:13 22:20 |
| Mixed        | Robin Middleton Liza Parker                | Rasmus Bonde Christinna Pedersen | 21:16 21:12       |